# Apparecchio ortodontico
L'apparecchio ortodontico è una ortesi o dispositivo medico con il quale l'ortodontista (il medico specializzato in questo tipo di trattamenti) riesce ad allineare i denti, al fine di ottenere una masticazione corretta, una migliore igiene orale e una migliore estetica del sorriso.

## Storia

### Antichità
Secondo studiosi e storici, gli apparecchi ortodontici risalgono ai tempi antichi. Intorno al 400-300 a.C. Ippocrate e Aristotele contemplavano modi per rafforzare i denti e stabilire varie condizioni dentali. Gli archeologi hanno scoperto numerosi individui antichi mummificati con qualcosa che pare un nastro metallico avvolto intorno ai loro denti. Il catgut, un tipo di corda fatto di fibre naturali o d'intestino di animali, giocava un ruolo analogo all'attuale filo ortodontico nel chiudere gli spazi fra i denti e la bocca.
Gli Etruschi seppellivano i loro morti con apparecchi dentali in posizione tale da mantenere spazio e prevenire il collasso dei denti nella vita ultraterrena. Una tomba romana venne rinvenuta con un numero di denti "legati" con un filo d'oro. Il filosofo e medico romano Aulo Cornelio Celso per primo scrisse sul trattamento dei denti con la pressione delle dita. Sfortunatamente, a causa dell'assenza di prove, della scarsa conservazione dei corpi e della rudimentale tecnologia, furono effettuate poche ricerche sugli apparecchi ortodontici fino al XVII secolo, sebbene l'odontoiatria come professione stesse allora facendo grandi progressi.

### XVIII secolo

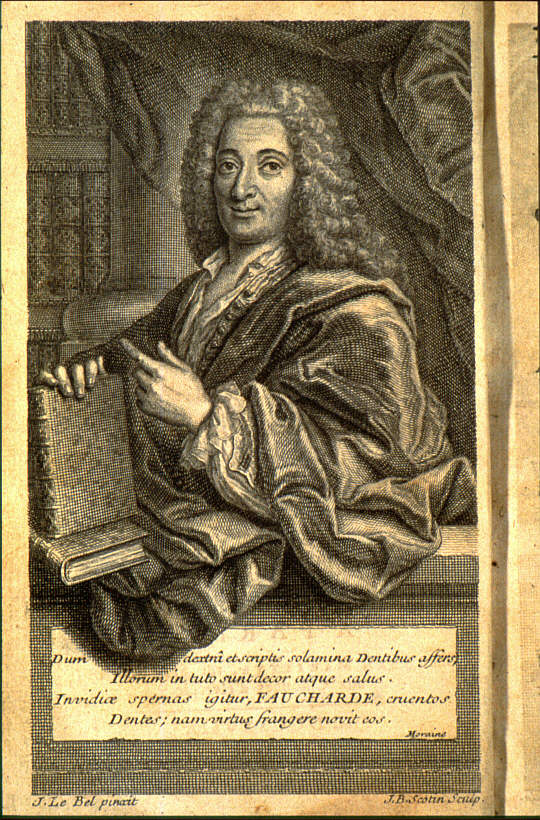
Ritratto di Fauchard dall'edizione del 1728 del suo The Surgical Dentist.

L'ortodonzia vera e propria nacque e iniziò a svilupparsi nei secoli XVIII e XIX. Nel 1728 il dentista francese Pierre Fauchard, cui si attribuisce spesso l'invenzione della moderna ortodonzia, pubblicò un libro intitolato The Surgeon Dentist (Il chirurgo dentista) sui metodi per raddrizzare i denti. Fauchard, nella sua pratica, usava un apparecchio chiamato "Bandeau", un pezzo di ferro a forma di ferro di cavallo che aiutava l'espansione dell'arco dentale.
Nel 1754 un altro dentista francese, Louis Bourdet, dentista del re di Francia, seguì l'esempio di Fauchard con L'arte del dentista, un libro che dedicava un capitolo all'allineamento dei denti. Egli perfezionò il "Bandeau" e fu il primo dentista riconosciuto a raccomandare l'estrazione dei premolari per alleviare l'affollamento dentale e migliorare la crescita della mascella.

### XIX secolo
Sebbene il raddrizzamento del palato e/o stiramento fosse utilizzato per migliorare l'allineamento dei rimanenti denti e sia stato praticato fin dai primi tempi, l'ortodonzia, come scienza a sé, non esistette fino a metà del XIX secolo. Molti importanti dentisti migliorarono gli apparecchi ortodontici con strumenti e attrezzi specifici.
Nel 1819 Delabarre introdusse il sostegno a filo, che segnò la nascita della ortodonzia contemporanea, e gomma elastica fu impiegata per la prima volta nel 1843 da Maynard. Tucker fu il primo a tagliare nastri da tubi gomma nel 1850. Dentisti, scrittori, artisti e lo scultore Norman William Kingsley scrissero il primo articolo sull'ortodonzia nel 1858 e nel 1880 fu pubblicato il libro di Kingsley A Treatise on the Irregularities of the Teeth and Their Corrections.

### XX secolo
All'inizio del XX secolo Edward Angle definì il primo, semplice sistema di classificazione per la cattiva occlusione, che è ancora in vigore oggi presso i dentisti per descrivere come sono storti i denti, dove puntano i denti e come i denti si adattano reciprocamente. Angle contribuì grandemente ai progetti ortodontici ed alla realizzazione di apparecchi ortodontici, operando numerose semplificazioni. Nel 1907 fondò la prima rivista di ortodonzia.
Altre innovazioni in ortodonzia nel tardo XIX secolo e agli inizi del novecento comprendono il primo testo di ortodonzia per bambini, pubblicato da by J.J. Guilford nel 1889, e l'uso della gomma elastica, di cui fu pioniere Calvin S. Case con Henry Albert Baker.

## Tipi di apparecchi ortodontici

### Apparecchi ortodontici fissi
Vengono usati per curare i disallineamenti, in quanto riescono a spostare i denti nella direzione voluta dall'ortodonzia. Vengono spesso usati nell'ultima fase o finishing. Complicano però l'igiene orale, perché sono formati da vari fili in materiale metallico, elastici, attacchi (bracket), tubi o bande sui molari, che aumentano la difficoltà a rimuovere correttamente dai denti la placca batterica e rendono problematico l'uso del filo interdentale. Spesso è consigliato l'uso di altri strumenti quale l'idropulsore, grazie a cui, spruzzando sottili getti d'acqua fra i denti, si riesce a togliere buona parte dei residui di cibo. È talvolta raccomandato inoltre l'uso del collutorio dopo lo spazzolino, perché, oltre a migliorare l'alito, si aumenta la protezione dalla carie. Quando si ha l'apparecchio bisognerebbe cercare di evitare cibi come gomme americane, caramelle dure o appiccicose, cibi gommosi o impegnativi da masticare.
L'apparecchio fisso è costituito da placchette (dette anche piastrine, piastrelle, attacchi o bracket) che tengono fermo il filo (o arco) ortodontico, metallico, il mezzo principale nel raddrizzamento dei denti. A seconda della tecnica, che solitamente prende il nome dell’autore, i brackets hanno angoli diversi che caratterizzano lo slot (sede dove alloggia l’arco ortodontico). A tecniche diverse corrispondono piccole differenze d’angolo negli allineamenti dentali. Oggi esistono, per ragioni estetiche, bracket in ceramica o in composito che si avvicinano al colore naturale dei denti, oppure esistono bracket che vengono applicati sulla superficie interna dei denti, risultando quasi invisibili dall'esterno. Sui molari normalmente i bracket non vengono applicati direttamente sullo smalto dei denti, ma ad anelli metallici detti bande che abbracciano la corona dentaria. In alcuni casi l'effetto ortodontico non si può ottenere solo con l'uso dell'arco ortodontico, ma è necessaria l'applicazione di elastici che servono ad ottenere lo spostamento degli elementi dentari. Altra componente dell'apparecchio sono i ganci, situati presso le placchette dei canini, dei premolari e dei molari, sui quali si agganciano gli elastici. Il filo è tenuto in sede nei bracket da legature metalliche o elastiche, che ne permettono più o meno lo scorrimento a seconda della tecnica ortodontica utilizzata. Esiste infine un tipo di bracket, detto autolegante o di bassa frizione, nel quale non si usano legature poiché è studiato per incastrare l'arco e trattenerlo in sede con una sorta di sportellino.

### Apparecchi mobili
Vengono invece usati per la correzione di malocclusioni più gravi e per le disformosi dento-facciali; permettono movimenti limitati dei denti, generati da viti, molle e archi, ma permettono un riequilibrio armonico del terzo inferiore del volto dal punto di vista funzionale ed estetico, in quanto ottengono non solo un effetto ortodontico, cioè legato al movimento dei denti, ma anche ortopedico, in quanto correggono e guidano la crescita delle basi ossee.
Gli apparecchi mobili sono principalmente utilizzati in ortodonzia intercettiva per modificare abitudini errate e comportamenti scorretti (ad esempio il succhiamento del dito) durante l'età evolutiva.
Gli apparecchi mobili funzionali e ortopedici, influiscono positivamente sulla crescita e sullo sviluppo delle arcate e dei mascellari, agendo sia sulla componente ossea che quella muscolare, cosa che l'apparecchio fisso non può fare. Hanno un costo generalmente inferiore rispetto agli apparecchi fissi, vengono preparati direttamente in laboratorio, e, al contrario di quelli fissi, non richiedono una particolare attrezzatura per essere regolati, esigendo invece una conoscenza più approfondita dell'apparato stomatognatico. Un grande vantaggio è che non creano difficoltà nell'igiene orale, poiché quando si mangia debbono essere tolti.
Da qualche anno vengono utilizzati altri apparecchi mobili trasparenti chiamati maschere o più genericamente bite (in inglese morso). Vengono fabbricati per qualsiasi tipo di arcata dentale ed essendo trasparenti non alterano in maniera importante l'estetica del sorriso durante il trattamento. Si tratta di bite abbastanza leggeri, temporanei, cambiati mediamente ogni 2-4 settimane durante la cura (sono studiati al computer tramite un programma software che, sulla base di una scansione dei calchi delle arcate del paziente, produce 8-16 diversi bite progressivi, da applicare nell'arco di 1-2 anni), che progressivamente consentono di far ritrovare ai denti la giusta posizione. Con questi tipi di apparecchi è possibile trattare anche casi funzionali attraverso movimenti radicolari
.

### Apparecchi pre-trattamento
Di tipologia sia fissa che mobile, servono per eseguire l'espansione del palato o il mantenimento in avanti della mandibola, cosa che gli apparecchi normali non sono in grado di fare.
- Il principale è l'apparecchio posto sul palato, chiamato espansore, che consiste in una placca palatale in metallo con al centro un forellino nel quale dev'essere inserita una chiavetta per ottenere l'espansione, con una frequenza stabilita dall'ortodontista, che può variare dai 7 giorni al mese. Con l'espansione dell'apparecchio si ottiene un'espansione palatale che permette spesso di ottenere lo spazio in più necessario al riallineamento dentario. Quest'apparecchio provoca difficoltà nel mangiare, in quanto parte del cibo consumato si può incastrare nello spazio tra il palato e l'apparecchio, e ciò rende necessaria una pulizia accurata con uno scovolino.
- Il bionatore serve a raddrizzare gli incisivi a chiusura bassa, portandoli nella giusta posizione, ed è di tipo mobile: fa prendere ai denti la posizione voluta. È costituito da una grossa placca colorata in plastica che prende la forma dei denti, ma ha uno speciale rialzo in grado di mantenere rialzati gli incisivi.
- Il quad helix si mette quando l'arcata dentaria superiore è di minore ampiezza di quella inferiore. Consiste in una struttura metallica relativamente poco ingombrante ai lati del palato e agisce come una molla, che lo espande.
- L'apparecchio del pendolo, (pendulum) è usato nei casi più complessi, quando i molari superiori hanno l'ampiezza dell'arco minore di quelli inferiori e il palato è troppo piccolo. In una prima fase, viene espanso il palato col sistema della chiave dell'espansore; in un secondo momento, vengono sganciate due alette che stanno affiancate ai denti, e vengono spinti indietro per garantire uno spazio maggiore.
- L'apparecchio di Herbst, detto a volte popolarmente ranocchia, è costituito da un apparecchio palatale e da uno linguale per stabilizzare i denti e da due sporgenze metalliche, simili alle zampe di una ranocchia. Si monta quando si ha un overbite (denti superiori troppo in avanti) e le due sporgenze mantengono la mandibola in avanti. Si cerca di usarlo il meno possibile, in quanto le sporgenze tagliano facilmente la gengiva e trattengono il cibo. Va tenuto circa un anno, e si mette solo ai ragazzi che hanno dei problemi a portare gli elastici nell'apparecchio ortodontico.
- L'holding arch, sia superiore che inferiore, è un apparecchio per palato e lingua che non permette ai denti di spostarsi in avanti e li mantiene nella loro posizione, fornendo spazio sufficiente ai fini terapeutici. Viene applicato ai piccoli pazienti prima che spuntino i denti permanenti, in modo da ridurre la necessità di cure in età più adulta.
- Il baffo o maschera facciale (in inglese Headgear), serve a distalizzare e stabilizzare i molari, e va tenuto per circa 14-16 ore al giorno in media. Esistono quattro tipi di Headgear: uno detto Baffo, il più usato, che agisce in orizzontale e passa dietro il collo; uno che agisce più verticalmente, e passa dietro alla parte superiore della nuca; uno composto da entrambe queste tipologie di baffo; e uno che agisce per mezzo di elastici che vengono attaccati alle protuberanze della maschera.
- Il tongue crib è un apparecchio che si applica al palato e consiste in due bracci che passano internamente, affiancati ai denti, e terminano con una sporgenza metallica. Viene utilizzato solo sui pazienti in cui la pressione della lingua tende a spingere eccessivamente in avanti i denti inferiori.
- Le Molle a Spirale (in inglese coil springs) si inseriscono sul filo tra una placchetta e l'altra. Sono delle speciali molle che allargano lo spazio tra i due denti.
- Esistono inoltre delle molle, utilizzate in certi casi in sostituzione degli elastici. Al contrario di questi però esse non vengono applicate sui ganci, ma sul filo.
- Alcuni trattamenti ortodontici prevedono l'uso di impianti endoossei, utilizzati come ancoraggio fisso per ottenere più facilmente i movimenti dentari per mezzo di elastici. Sono chiamati miniscrew. In poche parole, piccole viti vengono posizionate nell'osso alveolare del paziente, con la funzione di ancoraggi. Ad esse saranno ancorati degli elastici, che serviranno ad ottenere i movimenti dentari richiesti dalla terapia.

## Fase di mantenimento
Terminata la cura attiva, il mantenimento della posizione raggiunta con l'ortodonzia necessita, nel caso il paziente sia adulto e sia quindi alto il pericolo di recidive (ritorno dei denti nella posizione originaria a causa dei legamenti che conservano un certo effetto memoria), una contenzione fissa interna (solitamente tramite un filo di acciaio ortodontico intrecciato - così da resistere meglio alle forze in atto - che viene fissato con una goccia di resina sulla parete interna dei denti della stessa arcata, di solito tra i due canini). Se questo è comune per le arcate inferiori, per quelle superiori - dove vi sarebbe un maggior rischio di creare una contenzione toccata durante la masticazione dai denti dell'arcata inferiore, logorandoli - si procede talvolta con una contenzione mobile (solitamente un bite di materiale plastico trasparente simile all'Invisalign prima citato, ma di materiale più resistente, che dura mediamente 6-9 mesi) che può essere mantenuta in posizione continuamente di giorno e di notte, togliendola solo per mangiare e per la necessaria pulizia orale. Su parere dell'ortodontista, dipendente da come il paziente risponde alla cura e dal rischio di recidive, il bite di contenzione mobile può talvolta essere indossato solo la notte e, dopo un certo tempo (solitamente qualche anno), grazie alla stabilizzazione dei legamenti dei denti la cui posizione è stata così definitivamente corretta, non è più necessario il suo utilizzo.
Il periodo di contenzione dei denti varia molto da caso a caso: l'ortodontista valuta in base alla gravità della malocclusione iniziale il tempo necessario per stabilizzare le arcate, ricordando sempre che i denti continueranno a muoversi per tutta la vita sotto l'influsso delle forze muscolari o delle parafunzioni.

## Limiti dell'ortodonzia negli adulti
Secondo alcune opinioni, eredi di un retaggio culturale e scientifico in via di aggiornamento, l'ortodonzia negli adulti non potrebbe cambiare di posto agli alveoli dei denti ma può unicamente agire sforzando l'elasticità del legamento parodontale che collega ogni dente al suo alveolo; di modo che gli alveoli rimarrebbero sempre allo stesso posto nella mandibola anche alla fine del lavoro ortodontico; benché sia proprio la posizione degli alveoli a determinare la malposizione e l'asimmetria dei denti e delle arcate.
Questa notevole limitazione comporterebbe che i denti adulti su cui interviene l'ortodonzia potrebbero essere solo inclinati e ruotati rispetto ai loro alveoli nei limiti dello spazio disponibile nelle rispettive arcate e determinando spostamenti apprensibili soprattutto a livello delle corone dentali. Pertanto la terapia ortodontica dell'adulto risulterebbe essere principalmente un intervento estetico.
La sperimentazione sta però facendo progressi sostanziali con grande rapidità ed è stato già dimostrato scientificamente che spostamenti radicolari di almeno 2,25 mm dei denti molari mascellari sono possibili addirittura con allineatori trasparenti.